# Carlos Roberto Neyra
Carlos Roberto Neyra Leyva (Lima, Perú, 24 de mayo de 1995) es un futbolista peruano. Juega como lateral izquierdo y su equipo actual es el Carlos A. Mannucci de la Liga 1. Tiene 29 años.

## Trayectoria

### Universitario de Deportes
Jugador nacido en las canteras de Universitario de Deportes. Debuta el 2015 en un amistoso contra Universidad Católica, sin embargo, debuta oficialmente contra Real Garcilaso, Carlos Silvestri es quién confía en Neyra para reemplazar a Diego Chávez.
El 2017 llegó a Sport Boys donde fue campeón de la Segunda División del Perú. Al siguiente año protagoniza una gran polémica luego de fracturar involuntariamente en una jugada dividida a su amigo Gerson Barreto de Cantolao.
Luego de su gran año con Boys, ficha por F. B. C. Melgar para reemplazar a Nilson Loyola quien se fue a Brasil, llegó para jugar la Copa Libertadores 2019.

## Clubes
| Club                      | País | Año             | Part. | Goles |
| ------------------------- | ---- | --------------- | ----- | ----- |
| Universitario de Deportes | Perú | 2015            | 1     | 0     |
| Cienciano                 | Perú | 2016            | 22    | 0     |
| Sport Boys                | Perú | 2017-2018       | 56    | 3     |
| FBC Melgar                | Perú | 2019-2020       | 56    | 0     |
| Deportivo Municipal       | Perú | 2021-2022       | 16    | 0     |
| Carlos A. Mannucci        | Perú | 2023-Actualidad | 14    | 0     |